# 俄朝全面战略伙伴关系条约
朝鲜民主主义人民共和国和俄罗斯联邦全面战略伙伴关系条约（朝鲜语：／），是两国于2024年6月18日俄罗斯总统弗拉基米尔·普京访问朝鲜民主主义人民共和国期间与朝鲜劳动党总书记兼国务委员长金正恩签署的安全防御条约。条约包括前言和23个条款，涵盖政治、贸易、投资和安全合作。該條約分別於10月24日、11月6日、11月9日、11月11日得到俄羅斯國家杜馬、俄联邦委员会、普京、金正恩批准。條約從雙方交換批准書之日（2024年12月4日）起生效。

## 締約背景
該條約由朝鮮勞動黨總書記金正恩和俄羅斯總統普丁於2024年6月18日在平壤簽署。當時俄羅斯因俄烏戰爭跟西方關係近乎崩潰，北韓因核問題跟美國關係惡劣而且受到長期的國際制裁，在這背景下俄羅斯和北韓之間的關係不斷加深。金正恩將兩國關係描述為“火熱的友誼”，並稱該條約是“有史以來最強有力的條約”，而普丁則稱讚該條約是“突破性文件”。

## 條約內容
條約由序言和其餘23條協定組成，涵蓋了政治、貿易、投資和安全合作。
條約第三條規定，“一旦形成直接武裝入侵威脅”，兩國“應立即開啟雙邊談判管道，以調整立場”並“討論可行的實際措施”。該條約第 4 條規定，如果任何一個國家“因武裝入侵而進入戰爭狀態”，另一國應“根據《聯合國憲章》第51條以及朝鮮和俄羅斯聯邦的法律，立即提供其擁有的一切手段的軍事和其他援助”。
條約第八條規定雙方「應建立機制」以「加強防衛能力，防止戰爭」。第十條規定雙方在科學和“和平核能”等領域“發展交流與合作”。

## 事後發展
2024年10月，韩国情报机构指出朝鲜已派出1500名朝鲜人民军特种部队前往俄罗斯准备协助防卫库尔斯克州的軍事行動，并在次年4月得到朝俄双方证实。2025年6月18日，朝鲜宣布再向俄罗斯派遣6000名军人，用于库尔斯克州的扫雷和战后重建。6月30日，为纪念条约签署一周年，金正恩会见了俄罗斯文化部长奥尔加·柳比莫娃，朝鲜中央通讯社评价两国军队是“用鲜血凝成的战斗友谊以及真正的国际主义情谊”。